# Эликовская-Винклерова, Марья
Марья Элико́вская-Ви́нклерова, польский вариант — Мария Элико́вская-Ви́нклер, немецкий вариант — Мария Эликовска-Винклер (н.-луж. Marja Elikowska-Winklerowa; пол. Maria Elikowska-Winkler; нем. Maria Elikowska-Winkler 1951 год, Познань, Польша) — филолог, нижнелужицкая общественная деятельница польского происхождения. Член Нижнелужицкой языковой комиссии. Основатель и руководитель Школы нижнелужицкого языка и культуры в Котбусе. Лауреат премии имени Якуба Чишинского (2019)
Получила образование в области германистики в Познанском университете. С 1981 года проживала в ГДР, где преподавала польский язык. Изучала нижнелужицкий язык в Центральной школе нижнелужицкого языка в деревне Дешанк (Dissenchen), где одновременно преподавала польский язык. В 1990 году основала курсы нижнелужицкого языка, которые в 1992 году были преобразованы в Школу нижнелужицкого языка и культуры (Schule für die Niedersorbische Sprache und Kultu, Šula za serbsku rec i kulturu) в Котбусе. Позднее это учебное учреждение было включено в государственную систему образования взрослых. Число студентов в этой школе увеличилось с 70 человек в 1992 году до 3500 человек в 2002 году.
В настоящее время, сотрудничая с университетом Виадрина и языковым центром «Witaj», активно занимается распространением различных научных, учебных и методологических программ по изучению нижнелужицкого языка и расширением его сферы употребления.
В 1997 году была удостоена польским правительством медали «Заслуги перед культурой» и в 2001 году — награждена орденом Крест заслуги. В 2002 году руководимая ею Школа нижнелужицкого языка и культуры получила награду European Language Seal.
С 2004 года — член Серболужицкого совета при Парламенте Бранденбурга.

В 2019 году получила главный приз премии имени Якуба Чишинского.